# São Cristóvão do Douro
São Cristóvão do Douro é uma povoação portuguesa do Município de Sabrosa que foi sede da extinta Freguesia de São Cristóvão do Douro, freguesia que tinha 2,97 km² de área e 160 habitantes (2011), e, por isso, uma densidade populacional de 53,9 hab/km².
A Freguesia de São Cristóvão do Douro foi extinta (agregada) pela reorganização administrativa de 2012/2013, tendo o seu território sido agregado ao das Freguesias de Provesende e de Gouvães do Douro para criar a União de Freguesias de Provesende, Gouvães do Douro e São Cristóvão do Douro.

## População
| Número de habitantes | Número de habitantes | Número de habitantes | Número de habitantes | Número de habitantes | Número de habitantes | Número de habitantes | Número de habitantes | Número de habitantes | Número de habitantes | Número de habitantes | Número de habitantes | Número de habitantes | Número de habitantes | Número de habitantes |
| -------------------- | -------------------- | -------------------- | -------------------- | -------------------- | -------------------- | -------------------- | -------------------- | -------------------- | -------------------- | -------------------- | -------------------- | -------------------- | -------------------- | -------------------- |
| 1864                 | 1878                 | 1890                 | 1900                 | 1911                 | 1920                 | 1930                 | 1940                 | 1950                 | 1960                 | 1970                 | 1981                 | 1991                 | 2001                 | 2011                 |
| 404                  | 311                  | 344                  | 393                  | 315                  | 259                  | 336                  | 403                  | 331                  | 352                  | 185                  | 250                  | 262                  | 196                  | 160                  |

(Obs.: Número de habitantes "residentes", ou seja, que tinham a residência oficial neste município à data em que os censos  se realizaram.)
| Distribuição da População por Grupos Etários em 2001 e 2011 | Distribuição da População por Grupos Etários em 2001 e 2011 | Distribuição da População por Grupos Etários em 2001 e 2011 | Distribuição da População por Grupos Etários em 2001 e 2011 | Distribuição da População por Grupos Etários em 2001 e 2011 | Distribuição da População por Grupos Etários em 2001 e 2011 | Distribuição da População por Grupos Etários em 2001 e 2011 | Distribuição da População por Grupos Etários em 2001 e 2011 | Distribuição da População por Grupos Etários em 2001 e 2011 | Distribuição da População por Grupos Etários em 2001 e 2011 |
| ----------------------------------------------------------- | ----------------------------------------------------------- | ----------------------------------------------------------- | ----------------------------------------------------------- | ----------------------------------------------------------- | ----------------------------------------------------------- | ----------------------------------------------------------- | ----------------------------------------------------------- | ----------------------------------------------------------- | ----------------------------------------------------------- |
| Idade                                                       | 0-14                                                        | 15-24                                                       | 25-64                                                       | > 65                                                        |                                                             | 0-14                                                        | 15-24                                                       | 25-64                                                       | > 65                                                        |
| 2001                                                        | 45                                                          | 16                                                          | 100                                                         | 35                                                          |                                                             | 23,0%                                                       | 8,2%                                                        | 51,0%                                                       | 17,9%                                                       |
| 2011                                                        | 23                                                          | 16                                                          | 82                                                          | 39                                                          |                                                             | 14,4%                                                       | 10,0%                                                       | 51,3%                                                       | 24,4%                                                       |

## História
Segundo a lenda o local inicial da povoação era nas Lameirinhas, onde hoje existem vestígios de um povoamento antigo, tendo a população local saído de lá devido a uma invasão de formigas tendo-se deslocado para o monte da Nogueirinha, junto a actual Quinta do Junco.
A povoação já vem mencionada em documentos de 10 de abril de 1140, sendo uma carta Afonsina que define os limites do couto de Provesende, que se situavam na foz do Pontão, em Pinhão, seguindo entre duas ermidas, a de "Sancte Johanni" e a de "S. Cristóvão".
Pertenceu ao couto de Goivães (actual Gouvães), juntamente com as freguesias de Casal dos Loivos, e Gouvães do Douro. Uma contagem de fogos de 1514, referia 4 vizinhos, neste couto da Sé de Braga, enquanto que a contagem de 1530 lhe atribuía 6 vizinhos. No recenseamento de 1801 a freguesia contava com 142 habitantes e existiam 42 fogos.
Em 1834 é extinto o concelho de Gouvães e S. Cristóvão do Douro é integrado no concelho de Provezende, de onde fazem parte as freguesias de Covas do Douro, Gouvães do Douro, Gouvinhas, Paradela de Goiães (actual Paradela de Guiães), Provesende e S. Cristóvão do Douro. Segundo dados do censos de 1849, o concelho de Provesende tinha 3324 habitantes, sendo que a freguesia de S. Cristóvão do Douro contava com 216 habitantes e tinha na época 70 fogos. A 31 de Dezembro de 1853 o concelho de Provesende é extinto. Em 1856 passa definitivamente para o novo concelho (atual município) de Sabrosa.

## Património
- Igreja Paroquial de São Cristóvão do Douro;
- Capela do Senhor dos Aflitos, em São Cristóvão.